# Stuart Robert Pottasch
Stuart Pottasch (16 janvier 1932 - 4 avril 2018) est un astronome américain, professeur à l'Université de Groningue et chercheur sur les nébuleuses planétaires.

## Carrière
Pottasch obtient une licence en génie physique de l'Université Cornell en 1954. Il séjourne à Leiden en 1955, avant d'aller à l'Université Harvard, où il obtient une maîtrise en 1957. Sa thèse sur The Novae Outburst, supervisée par R.N. Thomas,  lui permet d'obtenir un doctorat de l'Université du Colorado en 1958. Il est ensuite postdoc au National Bureau of Standards,  à l'Observatoire de Paris en 1959-1960, à l'Université de Princeton en 1960-1962 (professeur assistant), à l'Institute for Advanced Study et à Université de l'Indiana (1962-1963). 
Il est nommé professeur d'astrophysique à l'Institut d'astronomie Kapteyn de l'Université de Groningue en 1963. Il préside le département d'astronomie de 1969 à 1982.  Il est rédacteur en chef du Bulletin des instituts astronomiques des Pays-Bas de 1963 à 1969, date à laquelle la revue fusionne avec d'autres revues nationales pour devenir la revue Astronomie & Astrophysique ; Pottasch en est rédacteur en chef jusqu'en 1976, date à laquelle il passe à la rédaction de la section « Lettres à l'éditeur » de la revue. Il conserve ce rôle jusqu'en 1998, tout en dirigeant The Astronomy and Astrophysics Review de 1990 à 1999. Il prend sa retraite en 1997.

## Recherche
Les nébuleuses planétaires constituaient le principal sujet de recherche de Pottasch, qui leur a notamment consacré une monographie.
Il a publié environ 400 articles de recherche et découvert une nébuleuse planétaire, qui reçut plus tard le nom de Po 1.
Il a supervisé 22 doctorants, dont Harm Habing, Klaas de Boer, Jacqueline van Gorkom, Roel Gathier, Peter Roelfsema, Albert Zijlstra, Rob Assendorp, Rene Laureijs, Griet Van de Steene et Rene Oudmaijer.
Il était membre de l’Academia Europaea depuis 1989.